# Kościół Wszystkich Świętych w Brzoziu
Kościół Wszystkich Świętych – rzymskokatolicki kościół parafialny należący do Parafii pod tym samym wezwaniem (dekanat Brodnica diecezji toruńskiej).
Jest to świątynia wzniesiona w 1826 roku. Przebudowana została w 2 połowie XIX wieku. Remontowana była w 1980 roku – wówczas wymieniono dachówkę na blachę.
Budowla jest drewniana, trzynawowa, posiada konstrukcję zrębową. Prezbiterium kościoła jest mniejsze w stosunku do nawy, zamknięte trójbocznie, na osi umieszczona jest z zakrystia. Od frontu znajduje się wieża i jest osadzona na nawie. Zwieńcza ją ostrosłupowy blaszany dach hełmowy z kulą, krzyżem i chorągiewką z datą „1980”. Od frontu i z boku nawy umieszczone są kruchty. Świątynię nakrywa dach dwukalenicowy, pokryty blachą miedzianą. Wnętrze dzielą na trzy części dwa rzędy słupów. Wnętrze nakryte jest płaskim stropem. Wystrój wnętrza reprezentuje styl neogotycki i pochodzi z 2 połowy XVIII wieku. Kropielnica została wykonana z granitu.

## Sanktuarium Matki Bożej Łaskawej
Kościół jest miejscem kultu cudownego obrazu Maryi, czczonego od końca XVI wieku. Obraz, namalowany temperą na desce lipowej przez nieznanego artystę, przedstawia Matkę Bożą trzymającą różaniec oraz Dzieciątko Jezus z gałązką róży. Postacie ukazane są na złotym tle; błękit i biel szat symbolizują świętość, a purpura – królewskość Jezusa. Obraz był wielokrotnie konserwowany, przywracano mu pierwotne kolory i detale ikonograficzne.
Wota z XVII wieku i świadectwa wiernych potwierdzają łaski otrzymywane za pośrednictwem Maryi. Pielgrzymi przybywają tu zwłaszcza w święto Narodzenia NMP. 13 września 2009 roku obraz został ukoronowany przez biskupa Andrzeja Suskiego. Sanktuarium, jako duchowe centrum parafii, jest miejscem modlitwy, zawierzenia i szczególnego kultu maryjnego.